# Pirata alachuus
Pirata alachuus là một loài nhện trong họ Lycosidae.
Loài này thuộc chi Pirata. Pirata alachuus được Willis J. Gertsch & Alfred Russel Wallace miêu tả năm 1935.